# 殺意の演奏
『殺意の演奏』（さついのえんそう）は、大谷羊太郎の長編推理小説。第16回江戸川乱歩賞受賞作品。

## あらすじ
昭和3X年11月末、大阪市都島区中野町、高木吉次郎方の離れで、同居人細井道夫の死体が発見された。死因は密閉室内でのガス中毒。机の上にウイスキーと睡眠薬、それに遺書らしき紙片が置かれていたために、警察は自殺と判断した。
10年後。東京でアナウンサーをしていた杉山真二は、ふとした事情から兄の死は他殺ではないかと疑いを持った。そこで、高校時代の同級生で第一発見者の村田久光と、恋人の高岡妙子とともに調査を始める。

## 登場人物
細井 道夫（本名：杉山 重一）
芸能ショーの司会者。21歳。
声量が豊か。頭が良い反面、自己顕示欲が強く、何事もリーダーシップを握りたがる傾向あり。
高校一年のときに、父親の転勤により東京から引っ越してきたため、標準語を話す。二浪後、フリーの司会者として活躍中だった。
村田 久光
大学生。死体の第一発見者。細井とは高校時代の同級生。
東京から帰省中、同級生である細井を訪問した際、死体を発見する。
細井と違い、高校時代の成績はよくなく、クラスでも目立たない存在だった。
杉山 真二
細井道夫の弟。新進気鋭のアナウンサーで、東京有楽町のラジオ局に勤める。
兄の死は他殺であると考え、独自に調査を始める。
高岡 妙子
杉山の彼女。短大を出て、現在日本橋の商社に勤務している。
しもぶくれ気味のふくよかな頬、くせのない長い髪、黒目がちの瞳の持ち主。はきはきとしたしゃべり方をする。
推理小説マニアであり、論理的な意見で杉山を援護する。

## 備考
巻末には、江戸川乱歩賞の選考経過報告が記載されている。応募総数は82篇で、24篇が第一次選考を通過し、第二次選考で10篇となり、最終的に、
- 幾瀬勝彬『ベネトナーシュの矢』
- 里生香志『赫の盲点』
- 愛里収『私の虚像』
- 大谷羊太郎『殺意の演奏』
- 山村美紗『京城の死』

の五編（表記は受付順）が候補作となった。
選考委員は角田喜久雄、中島河太郎、高木彬光、仁木悦子、横溝正史（松本清張は所用のため欠席）の5人であった。